# Prlov
Prlov (deutsch Prlow, 1939–1945 Perlau) ist eine Gemeinde in der Mährischen Walachei in Tschechien. Sie liegt neun Kilometer nordöstlich von Vizovice und gehört zum Okres Vsetín.

## Geographie

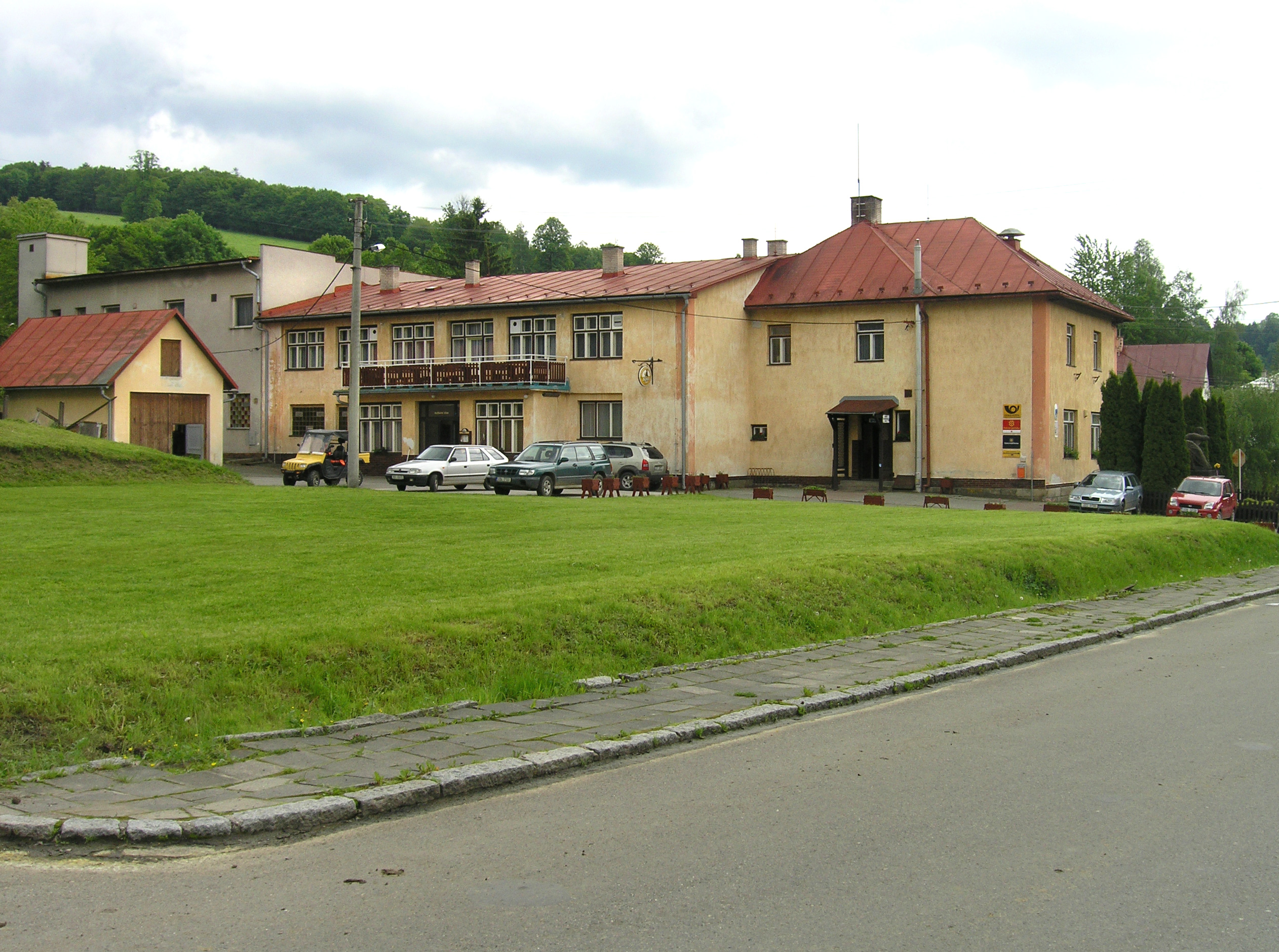
Gemeindeamt und Post

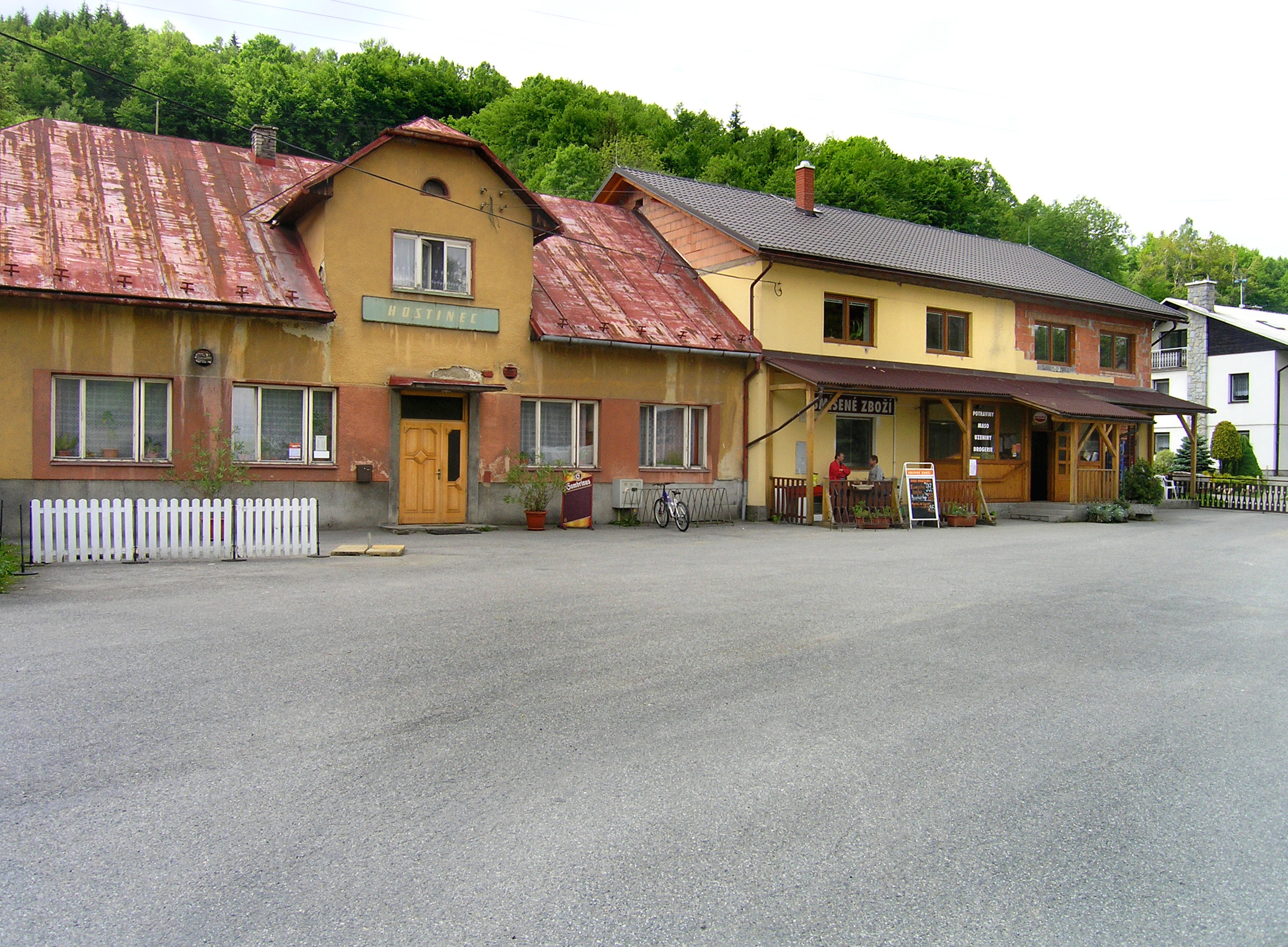
Gasthaus

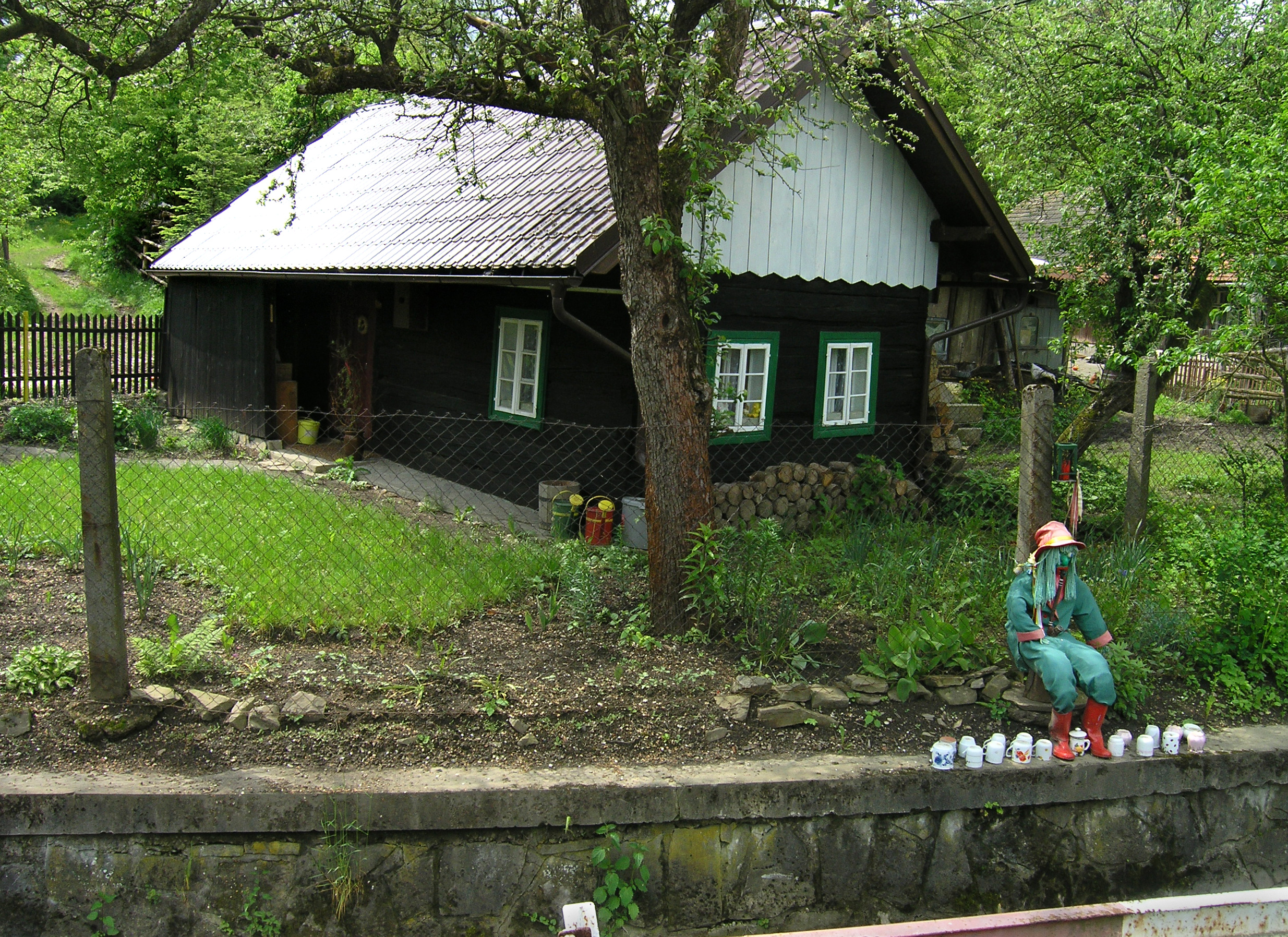
Chaluppe mit Wassermann

Prlov befindet sich im Nordosten des Wisowitzer Berglandes. Das Dorf erstreckt sich entlang des Baches Prlovský potok bis zu dessen Mündung in die Pozděchůvka. Nördlich erheben sich die Jamy (676 m) und Lány (614 m), im Osten der Sulačov (551 m), südöstlich der Javorník (720 m) und Vlčí (550 m), im Süden der Za Lechama (584 m), südwestlich der Hrabník (604 m) und Vrch (574 m) sowie im Nordwesten die Široká (645 m) und Vartovna (651 m). Am südlichen Ortsende verläuft die Staatsstraße I/49 zwischen Valašská Polanka und Vizovice.
Nachbarorte sind Povalčice und Seninka im Norden, U Lukých und Valašská Polanka im Nordosten, Neratov im Osten, Vráblovy Paseky, Dvořiska, Osíkovice und Paseky im Südosten, Pozděchov im Süden, Dolina, Závratě und Ublo im Südwesten, Vrchy, U Macíků und Jasenná im Westen sowie V Lůžku und Liptál im Nordwesten.

## Geschichte
Das Dorf wurde wahrscheinlich um 1300 im Zuge der Kolonisationstätigkeit des Klosters Smilheim gegründet. Die erste schriftliche Erwähnung von Perlow erfolgte 1361 in einer päpstlichen Urkunde als klösterlicher Besitz. Aus dem Jahre 1363 ist ein Rechtsstreit zwischen den Zisterziensern und den Herren von Sternberg überliefert, die sich klösterliche Güter, darunter Pyrlow angeeignet hatten.
Von seiner Zerstörung in den Hussitenkriegen erholte sich das Kloster nie wieder. 1467 überließ Georg von Podiebrad die klösterlichen Besitzungen seinem Gefolgsmann Ctibor von Cimburg. In den Jahren 1481 bis 1482 führte der letzte Smilheimer Abt Beneš mit Ctibor von Cimburg eine gerichtliche Auseinandersetzung um Prlow. Wenig später erlosch das Kloster. Daraufhin erhielt Zigmund Kuna von Kunstadt, ein Nachfahre des Klostergründers, den klösterlichen Besitz zwecks einer Erneuerung des Klosters, die jedoch nie erfolgte. Seit 1503 ist in den Hradischer Gerichtsbüchern ein gemeinsamer Vogt für Prlov und Pozděchov nachweisbar. Besitzer der Herrschaft Vizovice waren nach den Herren von Kunstadt u. a. ab 1549 Wenzel von Boskowitz und ab 1580 Zdeněk Kavka von Říčany. Dieser führte ein strenges Regime und verbot seinen Untertanen die Zeidlerei und Hutung von Ziegen auf herrschaftlichem Grund, ebenso den Holzeinschlag und die Entnahme von Eichenrinde in seinen Wäldern und sprach harte Strafen für den Fall einer Zuwiderhandlung aus. Die Untertanen versuchten ohne Erfolg, ihre Gewohnheitsrechte gerichtlich durchzusetzen. Zdeněk Kavka wurde wenig später bei Zádveřice erschossen; sein Mörder wurde nie ermittelt. Im Jahre 1585 bestand Prlow aus 14 Anwesen. Nachfolgender Grundherr war der ungarische Adlige Emerich Dóczy de Nagy Lucsie (Emerich Dóczy z Natluče), gegen den sich die Untertanen wegen der zunehmenden Bedrängnis erhoben. Während des Dreißigjährigen Krieges beteiligten sich die protestantischen Bewohner des Dorfes zwischen 1620 und 1644 am Walachischen Aufstand. Beim Einmarsch der Schweden reihte sich ein Teil von ihnen bewaffnet in deren Armee ein und kämpfte bei der Eroberung von Kroměříž, andere leisteten Spionagedienste oder versorgten die schwedischen Truppen mit Lebensmitteln. Infolge der Friedensverhandlungen erfolgte ab 1643 der Rückzug der Schweden aus Mähren, und die Gegend wurde sukzessive von den kaiserlichen und bischöflichen Truppen eingenommen. Danach erfolgte im Februar 1644 in Vsetín eine Massenhinrichtung von etwa 200 Aufständischen. Am Tag danach brannten bischöfliche Truppen Prlow nieder. 1663 fielen die Türken in die Gegend ein. Sie ermordeten 23 Einwohner von Prlow und verschleppten weitere zehn; noch schlimmer traf es Lužná, wo 122 Menschen starben. Nachfolgende Grundherren waren Prokop Graf von Gollen, Marie Anna Minckwitz von Minckwitzburg, Hermann Hemilton von Blümegg und Philipp Stillfried-Rattonitz. Bis zur Mitte des 19. Jahrhunderts blieb Prlow immer zur Herrschaft Wisowitz untertänig.
Nach der Aufhebung der Patrimonialherrschaften bildete Prlov/Prlow ab 1850 eine Gemeinde in der Bezirkshauptmannschaft Hradisch. Ab 1868 gehörte die Gemeinde zum Bezirk Holešov und 1935 wurde sie dem Bezirk Zlín zugeordnet. Beim Ausbruch der Spanischen Grippe starben in 1918 in Prlov 30 Einwohner. Das Dorf bestand 1921 aus 108 Häusern und hatte 598 Einwohner. 1928 gründete sich die Freiwillige Feuerwehr. Seit den 1930er Jahren bestehen Pläne zur Herstellung einer Bahnstrecke Otrokovice–Vizovice–Valašská Polanka. Die Fertigstellung des Abschnittes zwischen Vizovice und Valašská Polanka mit einem 320 m langen Tunnel zwischen Prlov und Polanka ging seit 1937 nie über die Planungsphase hinaus.
Während der deutschen Besetzung erhielt der Ort den Namen Perlau. Seit dem Sommer 1944 agierten in den Wisowitzer Bergen aus der Sowjetunion eingeflogene Fallschirmspringer und Flüchtlinge des Slowakischen Nationalaufstandes als Partisanen und vereinigten sich später unter dem Kommando des Majors Murzin zur 1. Tschechoslowakischen Partisanengruppe „Jan Žižka“. Unter dem Decknamen Auerhahn leitete die SS im Herbst 1944 erste Aktionen zur Partisanenbekämpfung ein. Zugleich ermittelte auch die Gestapo wegen der durch die Sabotageakte der Partisanen ausgehenden Gefahr. Nach Einschleusung von Verrätern in die Reihen der Partisanen gelang es den Besatzern im April 1945, deren Verstecke und Unterstützer ausfindig zu machen. Daraufhin umzingelte die SS das Lazarett der Partisanen in Juříčkův Mlýn bei Leskovec und kurz darauf die Pasekarensiedlung Ploština und brannte diese nieder. Im Zuge der Aktion gegen Ploština wurde auch Josef Vařák aus Prlov am Weg nach Vizovice erschossen; es ist ungeklärt, ob er als Medikamentenkurier unterwegs war oder selbst zu den Partisanen gehörte. Mit Hilfe des gefangenen 16-jährigen Partisanen Alois Oškera und eines ungarischen Offiziers konnte die Gestapo die Verbindungen der Partisanen nach Prlov ermitteln. Vier Tage nach dem Massaker von Ploština wurde Prlov am 23. April 1945 von 600 Angehörigen des SS-Jagdverbandes z. b. V. Kommando 31 aus dem Schloss Wisowitz sowie der Spezialabteilung Josef der Hlinka-Garde umzingelt. Die SS brannte acht Häuser nieder und massakrierte 18 Einwohner als Helfer der Partisanen. In Bratřejov wurden am gleichen Tage drei Mitglieder der Partisanengruppe aus Prlov ermordet. Insgesamt forderte die Vergeltungsaktion von Prlov 23 Opfer, weiterhin wurde die Pasekarensiedlung Vařákovy Paseky niedergebrannt. Die deutschen Besatzer flohen in der Nacht vom 3. zum 4. Mai 1945 vor der herannahenden Roten Armee über Vsetín ins Binnenland. Am 4. Mai 1945 wurde der Ort von den Partisanen und der Roten Armee besetzt. Nach dem Ende des Krieges wurden 1945 die Güter von Marietta Boos-Waldeck, geborene Stillfried-Rattonitz, konfisziert. Seit 1949 gehört Prlov zum Okres Vsetín. In den 1980er Jahren führte die von der UdSSR nach Kanada führende Fahrradstafette des Friedens mit internationaler Teilnehmerschaft durch das Dorf. Gepfarrt ist das Dorf seit jeher nach Pozděchov.

## Ortsgliederung
Für die Gemeinde Prlov sind keine Ortsteile ausgewiesen. Zu Prlov gehören die Ansiedlungen Dvořiska und Neratov sowie mehrere Paseken. Die Gemeinde gliedert sich in die Katastralbezirke Neratov und Prlov.

## Sehenswürdigkeiten

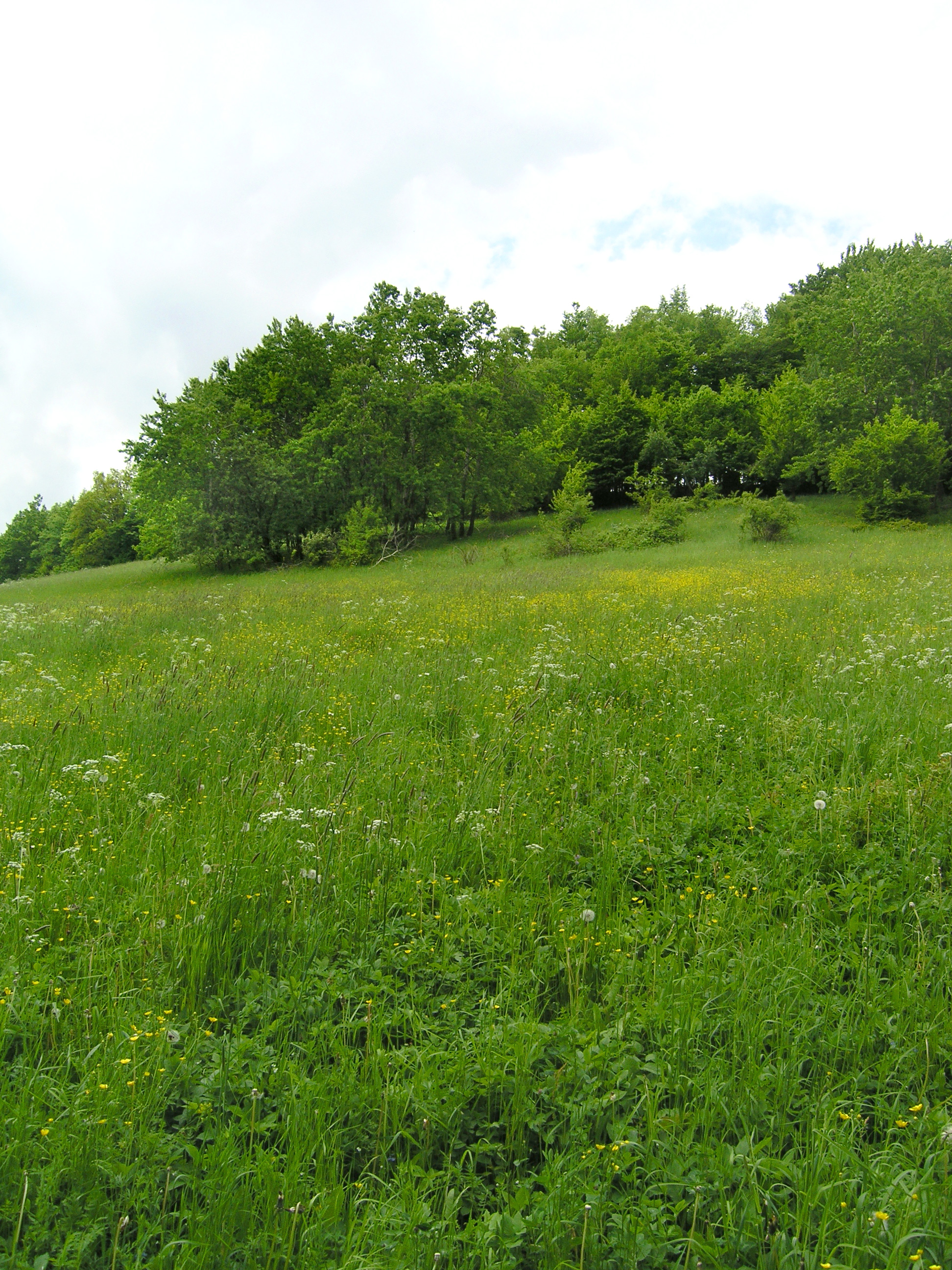
Naturdenkmal Prlov II

- Gedenkstätte für die Tragödie von Prlov am 23. April 1945
- Glockenturm
- Naturdenkmale Prlov I, Prlov II und Prlov III, drei Orchideenwiesen westlich, nördlich und östlich des Dorfes
- Naturschutzgebiet Rybník Neratov am Teich Neratov am Unterlauf des Baches Trubiska, östlich des Ortes
- Hölzernes Jagdschlösschen Trubiska, im Wald südöstlich von Prlov, der Bau entstand in der Mitte des 19. Jahrhunderts für die Familie Stillfried, die es bis 1945 besaß.